# Poldermolen K
Poldermolen K is een in 1635 gebouwde poldermolen in Zuidschermer, vallend onder de Nederlandse gemeente Alkmaar. De molen is later voorzien van een vijzel. Het is een rietgedekte achtkantige molen van het type grondzeiler met een Oudhollands wiekenkruis. De kap is voorzien van een kruiwerk met houten rollen, dat van binnen gekruid wordt. De molen is, zoals meer Noord-Hollandse poldermolens, een binnenkruier. Hij is voorzien van een vaste stutvang. In 1645 is de molen in zijn geheel enkele tientallen meters verplaatst. Dat was in die tijd ongebruikelijk; normaal werd de molen gedemonteerd.
De molen bemaalde de voormalige afdeling K van de Schermer. Deze afdelingen bestaan niet meer. Toen de Schermer overging op elektrische bemaling zijn de diverse afdelingen bij elkaar gevoegd. De molen is feitelijk maalvaardig, alleen door veranderingen ter plaatse in verband met de plaatsing van een elektrisch gemaal is de voorwaterloop op polderniveau en pompt hij het water alleen rond.
De molen, die niet te bezoeken is, is samen met de andere Schermer-molens eigendom van Stichting De Schermer Molens.
Bemaling:
Poldermolen D ·
Poldermolen E ·
Poldermolen K ·
Poldermolen M ·
Poldermolen O ·
Ondermolen C ·
Ondermolen D ·
Ondermolen K ·
Ondermolen O ·
Bovenmolen E ·
Bovenmolen G

Overig:
De Otter ·
Tjasker Zuidschermer ·
Schermer Molens Stichting